# Goldenes Privileg
Als Goldenes Privileg wird die Gewährung weitreichender Privilegien und Freiheiten an die vier Vorderstädte des Herzogtums Pommern-Wolgast, Stralsund, Greifswald, Demmin und Anklam durch Herzog Wartislaw IX. bezeichnet.
Nach dem Tod seines Vetters Barnim VIII. 1451 wurde Wartislaw IX. Alleinherrscher des seit 1425 geteilten Herzogtums. Es kam zu einem Erbstreit mit Mecklenburg um den Erbteil der Schwester Barnims VIII., Sophia von Pommern-Wolgast-Barth, den die Mecklenburger für Katherine von Werle, die Tochter  Sophias und Wilhelms von Wenden und Werle, als Mitgift für ihre Hochzeit mit Ulrich II. von Mecklenburg-Stargard beanspruchten. Wartislaw IX. war auf die Vermittlung der Hansestädte angewiesen. Der Stralsunder Bürgermeister Otto Voge unternahm den Versuch einer gütlichen Einigung und setzte gleichzeitig beim Herzog das Zugeständnis umfangreicher Privilegien an die Städte durch.
Mit dem am 2. Januar 1452 durch Wartislaw IX. im Beisein seiner Söhne Erich II. und Wartislaw X. erteilten Goldenen Privileg verzichtete der pommersche Herzog weitgehend auf seine landesherrlichen Rechte gegenüber den vier bedeutendsten Städten des Landes. Neben der Bestätigung aller bisher gemeinsam und individuell durch die Städte genossenen Privilegien gewährte er den Städten folgende Zugeständnisse.
- Das Recht, untereinander Bündnisse zu schließen.
- Die freie Gerichtsbarkeit der Städte gegenüber Straftaten zum Schaden der Städte auf öffentlichen Land- und Wasserstraßen.
- Sicheres Geleit für die Stadtbürger innerhalb des Landes auch in Kriegszeiten.
- Der Strandraub wurde verboten.
- Freiheit von Zöllen und Abgaben innerhalb des Landes.
- Ausschluss der Gerichtsbarkeit des Herzogs gegenüber den Stadtbürgern. Klagen gegen eine Stadt sollten durch die drei anderen Städte gerichtet werden.
- Die Bestätigung des Schutzes für Eigentum, Leib und Leben der Einwohner. Die beurkundeten Landbesitzungen der Städte wurden garantiert und Pachterhöhungen ausgeschlossen.
- Das Recht auf beliebigen Landerwerb durch die Städte.
- Das Einschreiten des Herzogs gegen eigene Bedienstete bei Machtmissbrauch gegenüber den Städten.
- Die Garantie der Privilegien auch bei Übertretungen, Versäumnissen oder anderen Verweigerungen gegenüber dem Landesherren.

Das Goldene Privileg galt nur gegenüber den Städten Stralsund, Greifswald, Demmin und Anklam. Für die anderen Städte änderte sich fast nichts, außer dass sie von den privilegierten Städten keine Abgaben erheben durften. 
Trotz der Garantien gab es von Seiten der Herzöge weiterhin Versuche der Einflussnahme auf die Städte und Übergriffe ihrer Dienstleute. Beispiele dafür sind die Konflikte mit Stralsund um den Bürgermeister Otto Voge sowie mit Greifswald um Heinrich Rubenow. Erst die Erneuerung der Bündnisse der Städte untereinander in den folgenden zwei Jahrzehnten brachte eine gewisse Beruhigung der Situation.
Herzog Bogislaw X., der umfangreiche Reformen im Verwaltungs- und Rechtswesen Pommerns durchführen ließ, versuchte später die Privilegien der Städte einzuschränken, musste sie jedoch 1479 bestätigen. Insbesondere Stralsund hatte in Aussicht gestellt dem Landesherren die Huldigung zu verweigern und ließ sich die Privilegien 1488 erneut garantieren.